# Skum

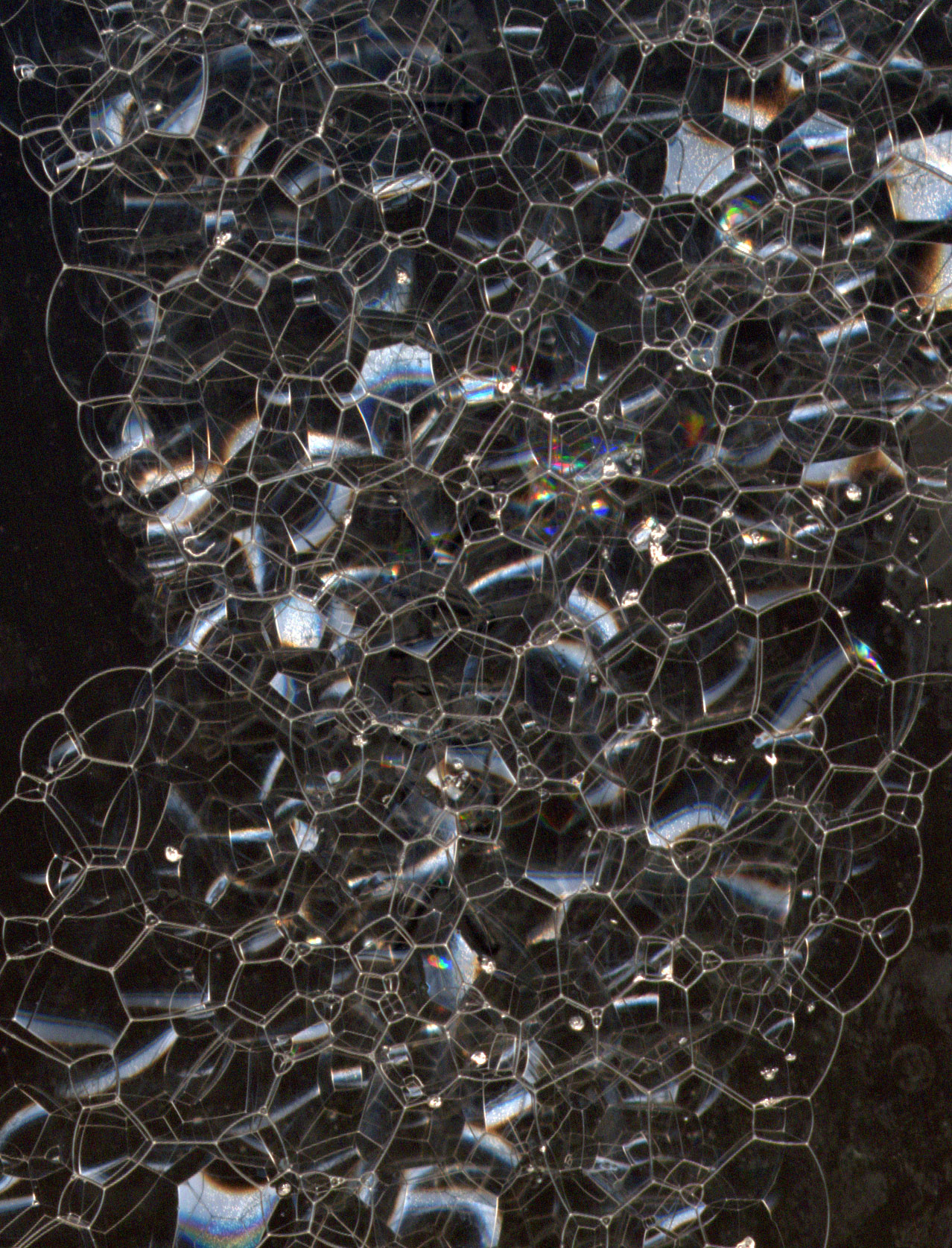
Badskum

Skum är en kolloid som uppstår då en gas bildar bubblor i en vätska eller ett fast ämne. Flytande skum används t.ex. vid brandsläckning genom lättskumsfyllning. Fast skum kan vara exempelvis lättbetong, skumplast, skumgodis eller pimpsten.

## Teknisk förklaring
Skum utgörs av små, tättliggande, gasfyllda blåsor, vilkas väggar utgörs av tunna hinnor. Blåsornas bildas genom inledning av gas i en vätska, genom kraftig rörelse av vätskeytan eller genom gasbildande kemiska reaktioner. En förutsättning för skumbildning är att vätskan har låg ytspänning; rent vatten skummar således inte.
Skummet är som regel instabilt och faller sönder mer eller mindre snabbt. Skumbildningstendensen och skummets hållbarhet kan ökas genom tillsats av ytspänningsnedsättande medel (tvål, saponiner, proteiner m.m.).
I vissa fall kan skummet permanentas genom att vätskan på olika sätt överförs till fast fas. Så sker bl.a. vid framställning av skumplaster och cellbetong.
Skum har stor teknisk betydelse och utnyttjas på grund av sin höga adsorptionsförmåga vid tvätt och rengöring, vid flotationsprocesser m. m. Dessutom används det vid livsmedelstillverkning (t.ex. glass), för brandsläckning o.s.v. Vid vissa tillfällen, t.ex. maskintvätt, kan en alltför stor skumning vara en nackdel, och då kan man tillsätta s.k. antiskummedel (naturliga fetter och oljor, cetylalkohol, silikoner m.m.)